# Тринити (округ, Калифорния)
Три́нити — округ, расположенный в северо-западной части штата Калифорния, вдоль реки Тринити и гор Кламат. Окружной центр — город Уивервилл, с населением 3500 человек.

## История
Округ назван Пирсом Ридингом в 1845 году в честь одноимённой реки. Статус округа Тринити получил в 1850 году и по 1851 год его административным центром являлся прибрежный городок Тринидад с населением меньше ста человек.
Часть округа была передана округу Кламат в 1852 году и Гумбольдту в 1853 году.

## География
По данным Бюро переписи населения США, округ имеет общую площадь в 8307 км², из которых 8233 км² занимает суша и 75 км² вода. В Тринити расположена большая часть Национального заповедника Тринити-Шаста. Летом округ привлекает любителей кемпинга, туризма и рыбалки. Лето, как правило, ясное, солнечное, тёплое, с небольшими дождями. В горах выпадают обильные осадки в виде снега.

## Транспорт

### Главные автомагистрали
- State Route 3
- State Route 36
- State Route 299

### Аэропорты
В округе расположено пять аэропортов: Центральный аэропорт Тринити, аэропорт Уивервилл, аэропорт Хейфорк, аэропорт Гиампом и аэропорт Рут.

## Демография
По переписи 2000 года в местности насчитывалось 13 022 человека, 5587 домохозяйств, и 3625 семей, проживающие непосредственно в округе. Плотность населения равна 2 человека на км². Расовый состав: 88,87 % белые, 0,45 % чёрные, 4,85 % коренные американцы, 0,47 % азиаты, 0,88 % другие расы и 4,38 % две и более рас. 16,1 % были немцами, 13,4 % англичанами, 12,1 % ирландцами.
Существовало 5587 домохозяйств, из которых 25,4 % имели детей в возрасте до 18 лет, 50,5 % супружеских пар, 10,1 % женщин проживало без мужей, а 35,1 % не имели семью. Средний размер домохозяйства равен 2,29, средний размер семьи 2,80.
Средний доход на домохозяйство составил $27 711, а средний доход на семью $34 343. Мужчины имеют средний доход в $31 131, женщины $24 271. Доход на душу населения $16 868. 14,1 % семей или 18,7 % населения живут за чертой бедности, в том числе 26,2 % из них моложе 18 лет и 7,2 % от 65 лет и старше.
В округе 22,8 % населения в возрасте до 18 лет, 5,1 % от 18 до 24 лет, 22,7 % от 25 до 44 лет, 32,1 % от 45 до 64 лет, и 17,2 % от 65 лет и старше. Средний возраст составляет 45 лет. На каждые 100 женщин приходится 104,2 мужчин. На каждые 100 женщин в возрасте от 18 лет и старше приходится 102,6 мужчин.